# Fortress
Fortress (1993) este un film științifico-fantastic regizat de Stuart Gordon cu Christopher Lambert și Kurtwood Smith în rolurile principale.

## Povestea
Acțiunea filmului are loc într-o lume distopică, în 2017. Fostul ofițer de armată John Henry Brennick (Christopher Lambert) și soția sa Karen (Loryn Locklin) încearcă să treacă granița cu Mexicul pentru a putea avea al doilea copil. Legile interzic o a doua sarcină, chiar dacă primul copil moare la naștere, exact ceea ce s-a întâmplat celor doi. 
Brennick este prins (Karen scapă inițial) și este condamnat la 31 de ani într-o închisoare particulară de maximă securitate condusă de "MenTel Corporation". Pentru menținerea disciplinei, deținuții sunt implantați în stomac cu un dispozitiv electronic numit "Intestinator". Acesta cauzează dureri stomacale cumplite la dorința directorului, a calculatorului sau când deținutul trece linia galbenă. La trecerea liniei roșii dispozitivul explodează provocând moartea deținutului. Închisoarea este condusă de Directorul Poe, care supraveghează și colaborează cu Zed-10, un computer care monitorizează 24 de ore din 24 toate activitățile și care este reprezentantul MenTel. Închisoarea are peste 30 de etaje, toate aflate într-o gaură sub pământ în deșert.

## Distribuția
- Christopher Lambert este John Henry Brennick
- Loryn Locklin este  Karen B. Brennick
- Kurtwood Smith este Poe, directorul închisorii
- Carolyn Purdy-Gordon este vocea computerului Zed-10
- Lincoln Kilpatrick este  Abraham
- Jeffrey Combs este D-Day, 'specialist' în explozibili și computere
- Tom Towles este Stiggs, amicul lui Maddox
- Vernon Wells este Maddox
- Clifton Collins Jr. (creditat ca Clifton Gonzalez-Gonzalez) este Nino Gomez
- John Pierce este prizonierul cu mustață
- Warwick Capper (o apariție)

## Vezi și
- Listă de filme distopice
- Listă de filme cu acțiunea în viitor
- Listă de filme științifico-fantastice din anii 1990
- Listă de filme de acțiune din anii 1990